# Etrog

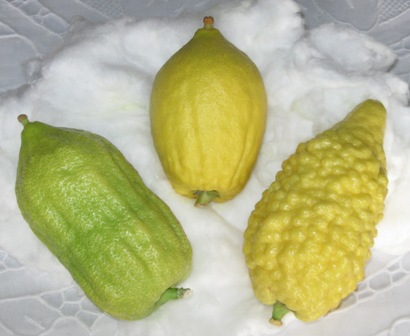
Různé typy etrogu

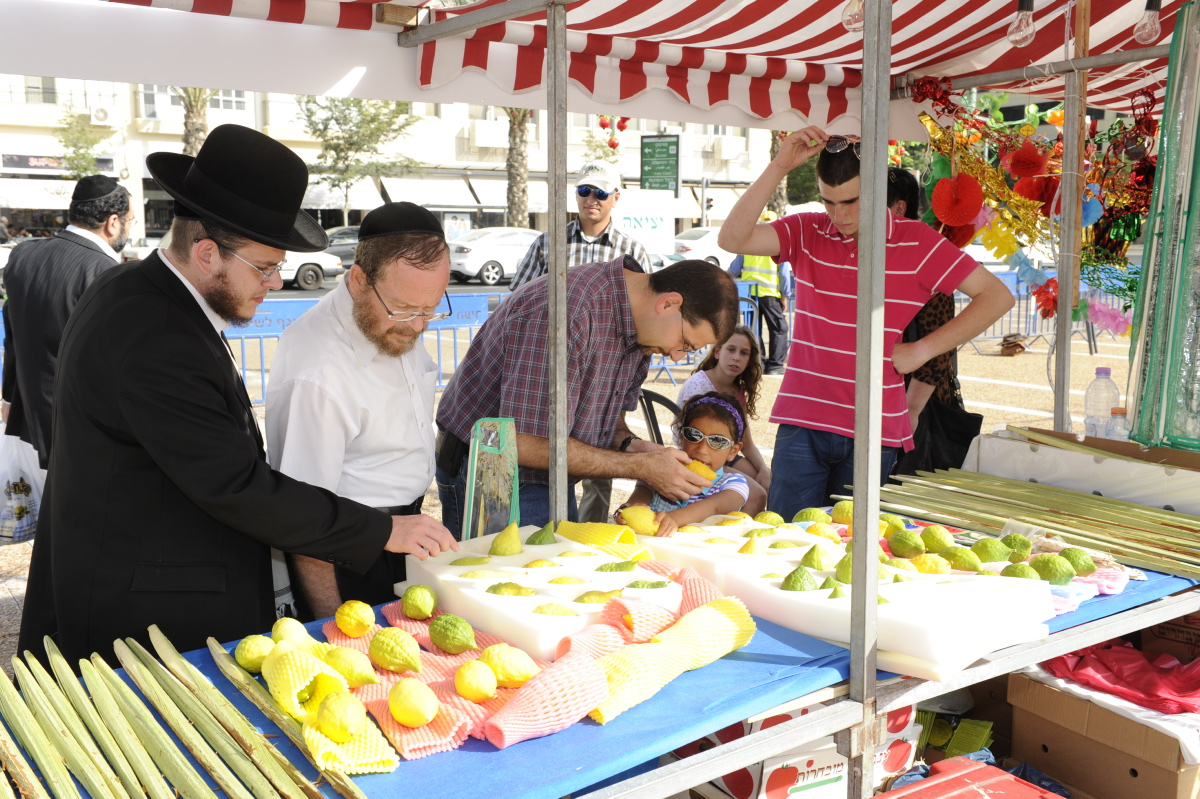
Prodej etrogu na tržišti v Tel Avivu

Etrog (hebrejsky אתרוג‎) je označení pro plody některých kultivarů citrusové rostliny zvané cedrát (Citrus medica). Používá se při rituálu mávání během židovského svátku Sukot. Jedná se o jeden ze čtyř druhů (arba'a minim), používaných během tohoto svátku. V bibli je označen jako pri ec hadar, což bývá interpretováno jako „krásné ovoce“ nebo také „ovoce přetrvávající (ha-dar) na stromě z roku na rok“.
| „                                             | A vezmete sobě dne prvního plod stromu Hadar, ratolesti palmové a větve stromu Abot a vrby potoční a radujte se před Hospodinem sedm dní. | “ |
| — Leviticus 23:40, překlad rabi Gustav Sicher | |   |

Do diaspory se dováží z oblasti Středomoří, zejména pak z Izraele. Talmud předepisuje, že etrog musí být čerstvý, celý a bez kazu. Jeho výběru a přepravě se věnuje velká pozornost, z důvodu, aby byla dodržena micva (předpis) svátku. Velmi záleží na tvaru, barvě a jiných jeho vlastnostech. Dává se pozor na pestík (pitam), který nesmí být poškozen. Pokud se plod v přírodním stavu vyskytuje bez pestíku, nepovažuje se za vadný a je košer (způsobilý k splnění micvy).